# Humbertochloa
Humbertochloa és un gènere de plantes de la família de les poàcies, ordre de les poals, subclasse de les commelínides, classe de les liliòpsides, divisió dels magnoliofitins.

## Taxonomia
- H. bambusiuscula A. Camus i Stapf
- H. greenwayi C.E. Hubb.